# Chłopiec do bicia (film)
Chłopiec do bicia – brytyjsko-amerykańsko-niemiecko-francuski film przygodowy z 1994 roku w reżyserii Sydneya Macartneya. Film został oparty na podstawie powieści Sida Fleischmana.

## Opis fabuły
Młody książę Horacy sprawia problemy wychowawcze. Znudzony dworską nudą, usiłuje zwrócić na siebie uwagę w dość niekonwencjonalny sposób. Swoimi wygłupami ośmiesza publicznie na salonach swego ojca. Ponieważ etykieta dworska nie dopuszcza, by syn królewski był karcony cieleśnie, trwają poszukiwania chłopca do bicia, który będzie smagany w zastępstwie Horacego w jego obecności. W tym celu na zamek zostaje uprowadzony młody szczurołap Jemmy. Kolejne kaprysy Horacego prowadzą do smagania Jemmy'ego, który z dumą i stoickim spokojem znosi złe traktowanie, co bardzo irytuje rozwydrzonego księcia. Pewnego razu obaj chłopcy uciekają z zamku. Podczas wędrówki napotykają na rozbójników, którzy uznają Jemmy'ego za księcia, natomiast księcia – za chłopca do bicia. W międzyczasie Jemmy'ego poszukuje jego siostra Annyrose.

## Obsada
- Truan Munro – Jemmy
- Nic Knight – książę Horacy
- Karen Salt – Annyrose
- Andrew Bicknell(inne języki) – król
- Jean Anderson(inne języki) – królowa matka
- Kevin Conway – rozbójnik
- Vincent Schiavelli – rozbójnik
- Mathilda May – Betsy